# Keith Richards
Pour les articles homonymes, voir Richards.
Keith Richards [kiθ ˈɹɪt͡ʃədz], né le 18 décembre 1943 à Dartford dans le Kent (Angleterre), est un musicien, auteur-compositeur, guitariste britannique, cofondateur, en 1962, avec Mick Jagger, Brian Jones et Ian Stewart, du groupe rock The Rolling Stones. Avec Mick Jagger, au sein d'un partenariat qu'ils ont baptisé The Glimmer Twins (« les jumeaux étincelants »), il est le compositeur de la grande majorité du répertoire original du groupe. Il est aussi acteur, ayant notamment joué le père de Jack Sparrow (interprété par Johnny Depp qui s'est dès le départ largement inspiré de lui pour son accoutrement) dans deux films de la série Pirates des Caraïbes.
Keith Richards a bâti sa notoriété sur son jeu de guitare caractéristique (utilisation de l'open tuning en sol, en retirant la 6e corde de l'instrument), qui a fait de lui un légendaire inventeur de riffs, sur le grand nombre de hits internationaux qu'il a composés avec Mick Jagger (14 chansons du duo font partie des 500 plus grandes chansons de tous les temps du magazine Rolling Stone, qui le classe par ailleurs 4e meilleur guitariste de tous les temps), tout comme sur sa vie mouvementée, ses nombreux ennuis avec la justice de plusieurs pays dus à son addiction à l'héroïne dans les années 1970. Il résume sa vie dans son autobiographie Life publiée en 2010, qui a connu un important succès en librairie et où il dit : « Je prendrai ma retraite quand j'aurai cassé ma pipe. »
Après soixante ans de carrière, les trois musiciens encore vivants du groupe des Stones — après la mort de Charlie Watts —, ayant tous dépassé les 75 ans, continuent à se produire sur scène et avec succès dans le monde entier et ne manifestent pas l'intention de mettre un terme à leur carrière.

## Biographie

### Pré-Rolling Stones

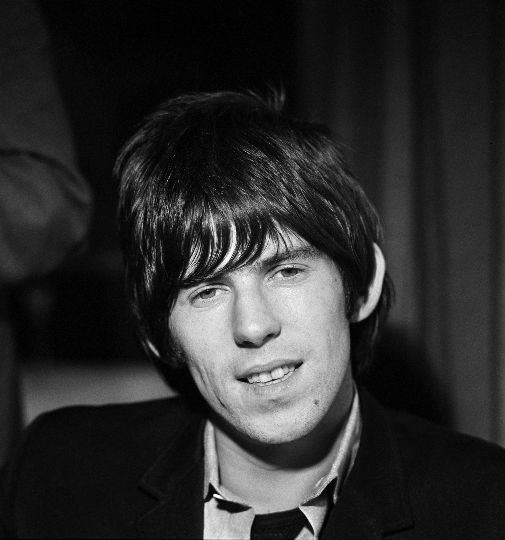
Keith Richards en 1965.

Keith naît au Livingstone Hospital de Dartford durant la Seconde Guerre mondiale. Ses parents sont ouvriers. Son père ayant été grièvement blessé pendant la guerre, Keith est très proche de son grand-père maternel, Augustus Theodore Dupree, dit « Gus », musicien de jazz, qui a une grande influence sur lui, à partir de ses quatre ans. Son grand-père, qui avait eu sept filles et n'était pas mécontent d'avoir un petit garçon comme allié dans la maison, avait l'habitude de poser sa guitare sur le piano pour qu'il ne puisse pas l’atteindre, il pouvait la regarder, mais pas la toucher. Un jour, son grand-père le lui a tendue en disant: « Tu la regardes tout le temps, pourquoi n’essaies-tu pas de jouer ? » Il apprend avec lui sa première chanson, la Malagueña, car pour son grand-père, s'il sait jouer la Malagueña, il saura tout jouer. En 2014, Keith Richards publiera un livre pour enfant intitulé, « Gus & moi », en hommage à son grand-père, avec qui il garde aussi de bons souvenirs de ses balades avec lui dans Londres, en compagnie du chien du grand-père, Mr. Thompson Wooft. La première idole de Keith est Roy Rogers, acteur de western, qu'il imite chez lui. Plus tard, Keith adopte le style vestimentaire « Teddy Boy ». En 1956, sa mère lui achète sa première guitare classique à la coopérative de Dartford pour sept livres Après le divorce de ses parents, Keith est envoyé au Sidcup Art College : c'est à cette période qu'il décide de ne plus voir son père. Il ne le retrouvera qu'en 1982.
Dartford est également la ville natale de Mick Jagger, avec lequel il ira à l'école maternelle. Ils se perdront de vue quelques années, avant de se retrouver par hasard sur le quai de la gare de Dartford dans la matinée du 17 octobre 1961. Pour commémorer cet instant décisif dans l'histoire du rock anglais, une plaque a été dévoilée le jeudi 5 février 2015 par Avtar Sandhu, maire de Dartford, en présence de la presse,,. Mick a des disques avec lui, dont Rockin' at the Hops de Chuck Berry et le Best of Muddy Waters, un choix musical qui incite Keith à engager la conversation. Mick invite Keith à le rejoindre dans son groupe tout juste naissant, Little Boy Blue & The Blues Boys. Keith vient avec son ami Dick Taylor, qu'il a connu au Sidcup Art College. En juillet 1961, dans le Devonshire, en vacances avec les parents de Keith, Richards et Jagger font leur première prestation en public, avec des reprises des Everly Brothers.
Mick chante aussi au Ealing Club dans les Blues Incorporated d'Alexis Korner, qui ont Charlie Watts au poste de batteur et Jack Bruce à la basse ; il y emmène Keith. Au Ealing Club, ils rencontrent Brian Jones, grand amateur de blues, qui cherche à monter un groupe avec le pianiste Ian Stewart. Avec Dick Taylor à la basse et Mick Avory à la batterie, ils formeront la première configuration des Rolling Stones en 1962. Dick Taylor, mécontent de jouer de la basse, quitte le groupe pour former les Pretty Things ; il est remplacé en décembre 1962, par Bill Wyman. Charlie Watts s'installe à la batterie et Ian Stewart quitte officiellement le groupe à l'instigation de leur manager, Andrew Loog Oldham. La formation composée de Mick Jagger au chant, de Keith Richards et Brian Jones aux guitares, Bill Wyman à la basse et Charlie Watts à la batterie ne bougera désormais plus jusqu'au départ de Brian Jones en 1969.
Après que les Rolling Stones eurent signé avec Decca Records en 1963 leur manager, Andrew Loog Oldham, supprima le « s » de son nom de famille, croyant que « Keith Richard » faisait plus pop. Au début des années 1970 Richards rétablit le « s » terminal de son nom.

### Avec les Rolling Stones
En 1962, Keith Richards rejoint les Rolling Stones avec son ami Mick Jagger, avec qui il était à la maternelle et qu'il a retrouvé dans un bus car ils avaient des disques de blues et de Chuck Berry et avec qui il joue depuis 1960  dans différents clubs de Londres. La formation fondée par Brian Jones, fluctuante au début, se stabilise en janvier 1963 autour de Mick Jagger au chant, Brian Jones et Keith Richards aux guitares, Bill Wyman à la basse et Charlie Watts à la batterie. Ian Stewart, pianiste et fondateur du groupe, bien qu'il y tienne régulièrement le piano jusqu'à sa mort, en est écarté comme membre officiel en mai 1963 par le manager Andrew Loog Oldham, qui trouve que son image ne correspond pas à celle du groupe.

#### Collaboration artistique avecMick Jagger

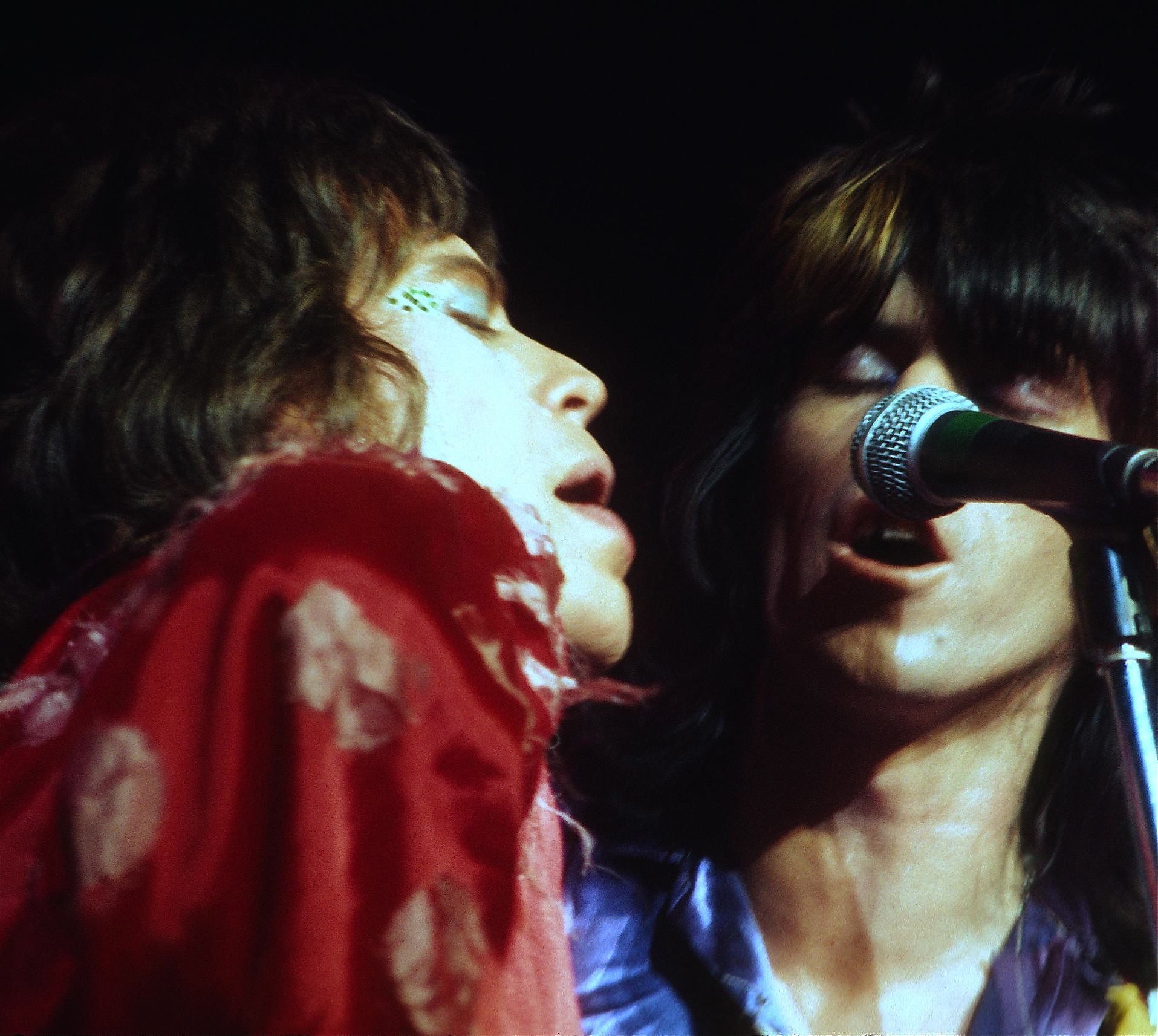
Mick Jagger (gauche) et Keith Richards (droite) en juin 1972 au Winterland de San Francisco.

Les premiers succès des Rolling Stones ne se composent au début que de reprises de standards de blues ou de rock (notamment de titres de Chuck Berry). C'est sous l'impulsion de leur manager, Andrew Loog Oldham, désireux de voir le groupe produire quelque chose de nouveau à l'instar des Beatles, que Keith Richards et Mick Jagger commencent à écrire des chansons pour le groupe. D'après Richards, ils ont composé leurs premières chansons en 1963 lorsque Andrew Oldham les a enfermés dans une cuisine à Willesden en leur disant : « Ne sortez pas sans une chanson ». La légende veut que de cette première collaboration naît As Time Goes By qui sera modifié par Oldham en As Tears Go By et qui ne sera enregistrée qu'en 1965, par les Rolling Stones après que Marianne Faithfull eut connu un succès en l'enregistrant. Il semblerait cependant que la chanson composée ce soir-là soit It Should Be You.
La première chanson du duo Jagger/Richards qui atteindra la première place des charts britanniques sera The Last Time enregistrée en février 1965, suivie en mai de (I Can't Get No) Satisfaction puis de Get Off of My Cloud en septembre. C'est en se réveillant au milieu d'une nuit de 1965 dans sa chambre d'hôtel en Floride, que Keith Richards compose la musique de Satisfaction, qui deviendra le premier grand hit des Rolling Stones. À son réveil il ne se souvient même pas avoir enregistré et c'est en écoutant la bande qu'il se rend compte qu'il a environ 30 secondes de refrain et... 45 minutes de ronflements.
Dans son autobiographie intitulée Life, Keith Richards a expliqué la manière de composer du duo Jagger/Richards. Keith arrivait en répétition ou en studio avec un riff, un thème et souvent, un premier vers. Mick Jagger s'occupait alors d'écrire le reste de la chanson, modifiant parfois le premier vers et composant la ligne de chant. Il arrivait parfois, comme pour le duo Lennon/McCartney, que l'un des deux membres soit l'auteur/compositeur unique de la chanson, même si elle était créditée des deux noms. C'est le cas par exemple de Gimme Shelter, intégralement composée et écrite par Keith ou de Brown Sugar, intégralement écrite et composée par Mick.
La signature systématique Jagger/Richards pour la plupart des chansons écrites par les Rolling Stones a été critiquée parce qu'elle ne représentait pas toujours les contributions parfois très importantes des autres membres du groupe. Ainsi Brian Jones, Mick Taylor, Ron Wood et Bill Wyman n'ont que rarement été crédités pour leurs contributions à la musique des Rolling Stones. Ron Wood déclara un jour au magazine Rolling Stone : « Manifestement, si l'un d'eux a l'idée d'une chanson, elle devient fondamentalement la sienne, mais si Keith ou Mick se pointe à une session avec un riff ou des paroles pour une chanson, alors c'est chasse gardée. »

#### Avec Brian Jones (1962-1969)

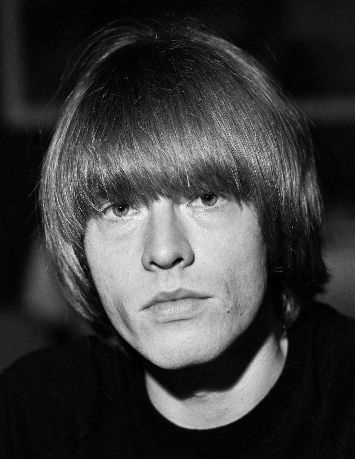
Brian Jones en 1965.

De par leur importance dans les succès de la formation, Mick Jagger et Keith Richards s'imposent progressivement comme les leaders du groupe au détriment de son fondateur originel, Brian Jones. Néanmoins, ce dernier développe avec Keith Richards un jeu de guitare particulier qui contribue à la popularité du groupe. Les deux guitaristes, qui ont partagé un appartement et qui ont longtemps répété ensemble, pratiquent un jeu où ne se distingue ni guitariste rythmique ni réel soliste, mais où les motifs joués par chaque guitariste se mélangent. Keith Richards nommera ce jeu « weaving »,, (tissage). Si Keith Richards est le compositeur principal des chansons du groupe, Brian Jones apporte une certaine couleur artistique aux productions du groupe en jouant de différents instruments : guitare slide, harmonica, sitar, saxophone, dulcimer, banjo, mellotron, marimba…
Bien que l'influence de Jones ait souvent été minimisée par Keith Richards, il semblerait que ce soit pourtant lui qui fut le premier à utiliser l'open tuning dans le groupe. Il semblerait aussi que Brian Jones ait été à l'origine de certains des succès du groupe comme Paint It Black ou Under My Thumb sans en avoir été crédité.
À partir de 1967, les relations entre les deux guitaristes se compliquent. La petite amie de Brian Jones, Anita Pallenberg, commence une liaison avec Keith Richards et finit par quitter Brian Jones pour lui, ce qui provoque un malaise au sein du groupe. En raison de graves problèmes de drogues, d'un comportement erratique et d'ennuis judiciaires, Brian Jones devient de moins en moins capable de jouer au sein du groupe et l'association entre les deux guitaristes se détériore. Sur l'album Beggars Banquet sorti en 1968, la plupart des parties de guitare sont enregistrées par Keith Richards seul du fait du manque d'assiduité de Jones.
Le 9 juin 1969, Brian Jones annonce qu'il quitte le groupe, dont il a été renvoyé. Il meurt noyé dans sa piscine le 3 juillet 1969.

#### Avec Mick Taylor (1969-1974)

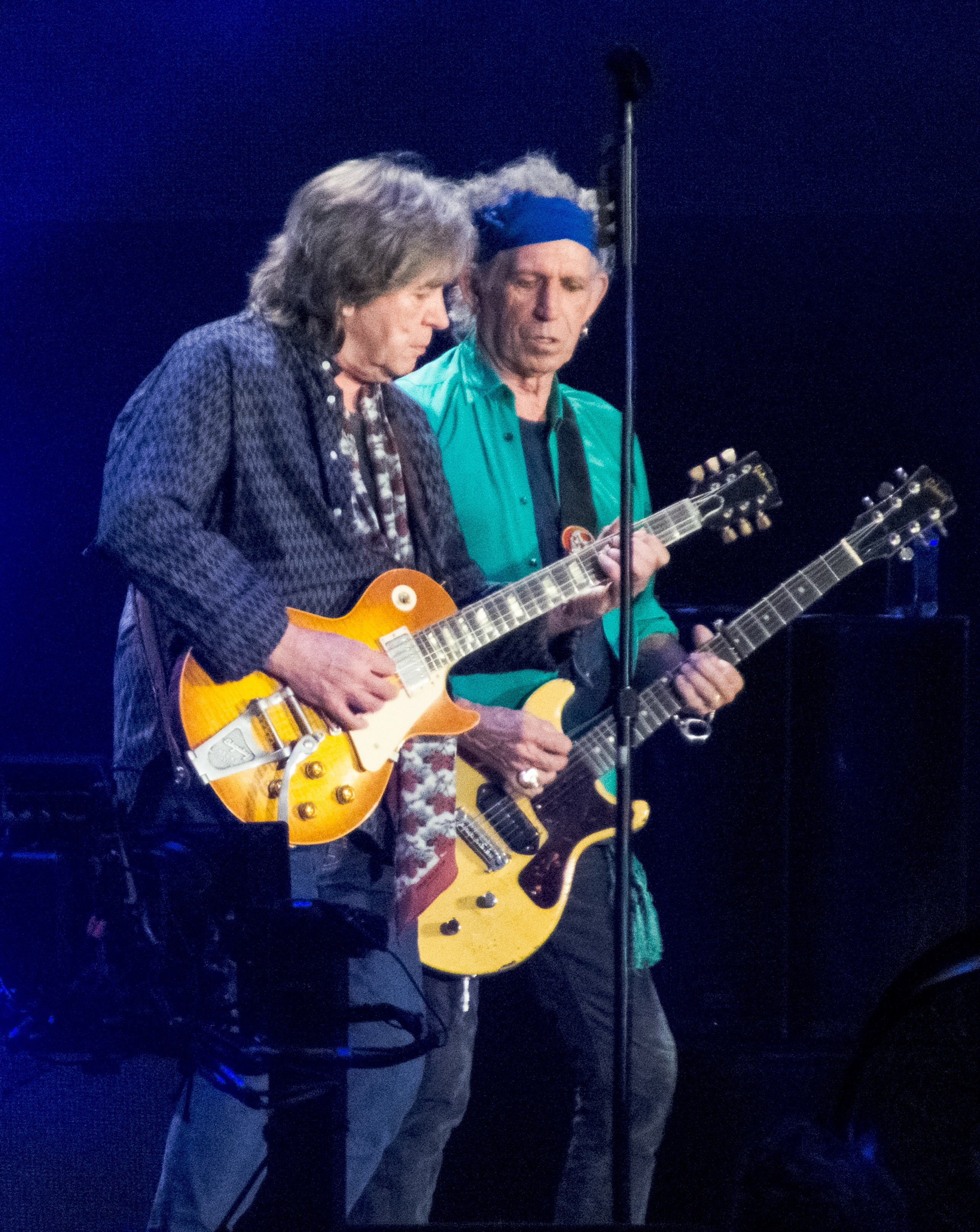
Mick Taylor et Keith Richards à Hyde Park en 2013.

Sur les conseils de John Mayall, Mick Taylor est embauché par le groupe en remplacement de Brian Jones en juin 1969. Appelé à l'origine pour enregistrer des parties de guitare lors des sessions d'enregistrement de l'album Let It Bleed, il impressionne tellement Keith Richards et Mick Jagger qu'il est choisi pour faire partie du groupe.
Il fait ses débuts sur scène lors du concert de Hyde Park le 5 juillet 1969. Il restera 5 ans dans le groupe, participant à Let It Bleed, Sticky Fingers, Exile On Main Street, Goats Head Soup, It's Only Rock 'n Roll et à de nombreuses tournées dont celles de 1969 et 1972 aux États-Unis.
Guitariste virtuose, souvent considéré comme le meilleur guitariste ayant évolué au sein du groupe, son association avec Keith Richards va être différente de celle que ce dernier entretenait avec Brian Jones. Les rôles sont désormais partagés : Keith Richards est le guitariste rythmique du groupe, Mick Taylor, le guitariste soliste,.
Pour Keith Richards cette période est très prolifique musicalement. Installé en France à Villefranche-sur-mer pour des raisons fiscales à partir de 1971, il enregistre dans sa villa de "Nellcôte", lors de sessions multiples, de nombreuses chansons de l'album Exile On Main Street sorti en 1972. En raison de son investissement dans cet album, Exile On Main Street est souvent considéré comme l'œuvre majeure de Keith Richards et celle où son influence musicale est la plus importante. Néanmoins, malgré cette réussite, Keith Richards commence à connaître de sérieux problèmes de drogues, qui vont perturber son rendement musical dans la décennie.
En décembre 1974, Mick Taylor annonce qu'il quitte le groupe en raison de désaccords. La principale raison de ces désaccords concerne le fait qu'il n'a jamais été crédité pour ses contributions aux compositions du groupe, notamment Sway et Moonlight Mile.

### Musique

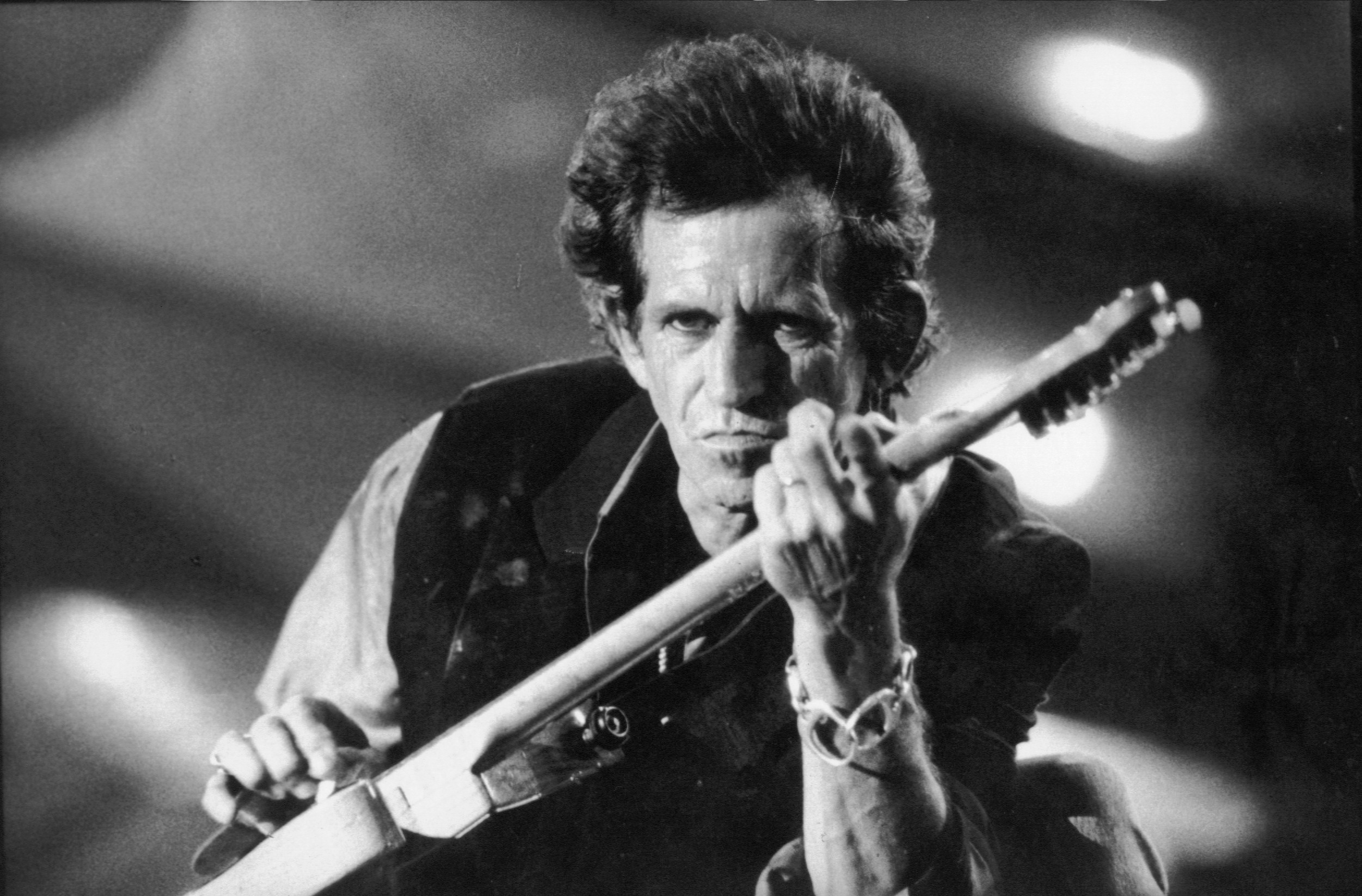
Pendant le Rolling Stones Voodoo Lounge World Tour à Rio de Janeiro en 1995.

Keith a toujours été un fan de Chuck Berry. Il le restera toujours, et magnifiera le style syncopé du rocker de Saint-Louis. Keith connaît d'ailleurs sur le bout des doigts tous les riffs et solos du maître.
Dès le début il développe au sein du groupe, avec Brian Jones, un style de jeu qui deviendra la « marque de fabrique » du groupe : l'imbrication des deux guitares, sans réelle distinction entre soliste et rythmique. Ainsi, personne n'a l'étiquette « soliste » ou « rythmique », les deux guitaristes pouvant alterner et combiner leur partie de guitares, créant ainsi un son unique. Ce style de jeu se perdra quelques années, durant la période Mick Taylor, le guitariste virtuose qui remplaça Brian Jones en 1969 et resta dans le groupe jusqu'en 1974. Mick Taylor s'était imposé comme soliste, eu égard à sa technique et à sa virtuosité, Keith redeviendra soliste après le départ, provoqué, de Taylor et l'arrivée de Ron Wood en 1975.
Pendant le break scénique des années 1967-1969, sous l'influence de Gram Parsons et Ry Cooder, il « invente » un nouveau type de jeu de guitare : il l'accorde en « open tuning » de sol : ré, 'sol, ré, sol, si, ré, duquel il retire la sixième corde (ex mi grave), ce qui lui permet d'avoir un sol en basse. Avec ce type d'accordage « ouvert », il produit les riffs de Honky Tonk Women, Brown Sugar, Jumpin' Jack Flash, Start Me Up, etc. Il utilise de préférence une Fender Telecaster custom pour ce type d'accordage.
Ian Stewart, son ami, membre originel du groupe, bien qu'il n'en fasse plus partie, et road manager (« imprésario de tournée ») du groupe, lui a appris des rudiments de piano, qu'il utilisera pour la première fois sur Let's Spend the Night Together en 1967, bien qu'il ne joue pas sur l'enregistrement final.

#### Rencontres avec Chuck Berry

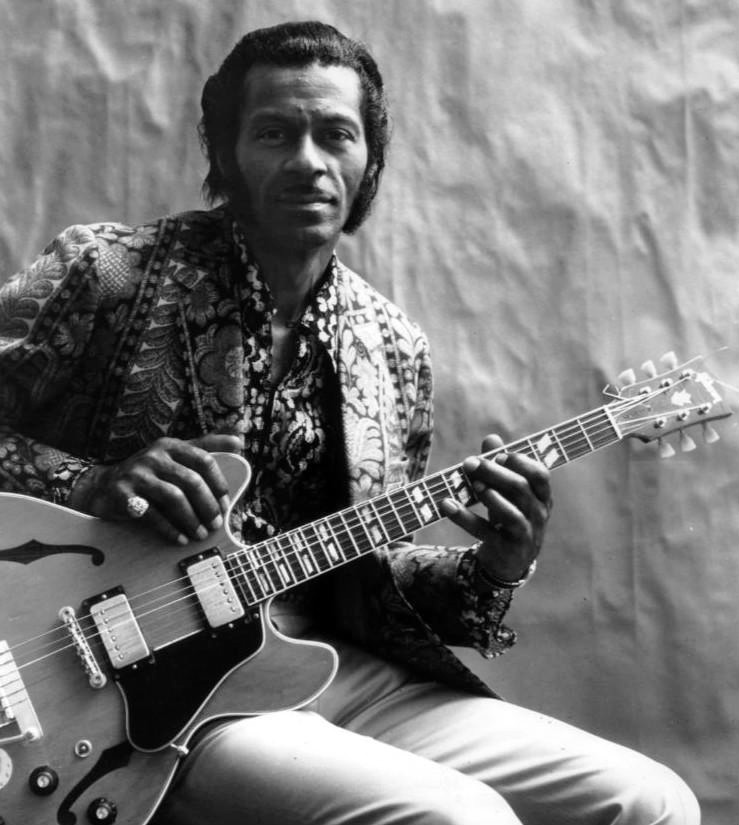
Chuck Berry en 1972.

En janvier 1972, alors qu'il assiste à un concert de Chuck Berry, on lui propose de monter sur scène pour jouer avec lui,. Chuck Berry ne le reconnaissant pas et trouvant qu'il joue trop fort le renvoie sans ménagement,. En juin 1981 après un concert de Chuck Berry à New York, il veut aller le rencontrer en coulisses, là encore il se fait expulser par Berry qui lui aurait même donné un coup de poing au passage,. En 1985 et 1986, ils jouent ensemble pour l'anniversaire de Chuck Berry, non sans quelques difficultés. Deux de ces concerts sont visibles dans le film Hail! Hail! Rock 'n' Roll,.

### Reconnaissance
La fin des années 1960 et le début des années 1970 lui apporteront la reconnaissance de ses pairs, dans un style musical mûr et immuable, qui sera la signature de Keith : utilisation des « open tunings » (la guitare est accordée en sol majeur et ne compte que cinq cordes), rythme syncopé, utilisation du quatrième temps de chaque mesure comme point d'appui, généralisation du « riff » dans le rock, qui le fera surnommer « le riff humain » (« Human Riff ») par de nombreux commentateurs. Cette période sera aussi celle des débuts de son addiction à l'héroïne, dont il mettra plus de dix ans à se sevrer. Malgré de nombreux procès intentés contre lui dans différents États, Keith Richards grâce à ses brillants avocats n'a jamais fait de prison. Il fut souvent condamné à des amendes et une fois à jouer un concert pour des aveugles. C'est durant cette période que, sous la houlette du producteur Jimmy Miller, seront produits les albums des Stones les plus connus : Beggars Banquet, Let It Bleed, Sticky Fingers et Exile on Main Street.
L'album Let It Bleed est d'ailleurs considéré comme l'œuvre (guitaristique) du seul Keith, Brian Jones, le deuxième guitariste, ne venant désormais plus en studio : Keith y joue un certain nombre de parties de guitare, épaulé par "Mick Taylor" ou encore "Ry Cooder". Jones, exclu du groupe en 1969, peu avant sa noyade dans des conditions étranges, est remplacé par Mick Taylor, un des guitaristes de John Mayall. Un deuxième album, mythique, le meilleur des Stones selon Keith Richards dans son livre Life, Exile on Main Street, est considéré comme son œuvre personnelle, entièrement enregistré dans la villa louée du Sud de la France, durant l'exil du groupe, pour des raisons fiscales. Sur cet album, Keith Richards est le chanteur principal de Happy, et le sera durant chaque concert, Jagger mettant à profit ce passage pour changer de tenue. Les prises sont réalisées dans la cave de la villa "Nellcote" louée à Villefranche-sur-Mer alors que le mixage et la finalisation sont effectués en studio à Los Angeles. Les séances et la vie sur place ont été immortalisées par un film et par le photographe français Dominique Tarlé.

### Période sombre
Les années suivantes seront une période trouble pour Keith et ce jusqu'au milieu de la décennie 1980. Drogues, incarcérations, mort de son fils et de proches,, doutes musicaux, albums inégaux des Stones, manque d'inspirations, arrivée du disco dans leur musique, querelles avec Mick Jagger, etc. Le remplacement de Mick Taylor, qui a quitté le groupe, par l'ami Ron Wood permettra tout juste à Keith d'être « présent » sur scène. L'arrestation de Keith à Toronto au Harbour Castle Hotel en février 1977, où il risquait jusqu'à sept ans de prison, mettra le groupe en péril et jettera sérieusement le doute sur la pérennité de sa présence comme guitariste au sein des Stones. Il partira en cure de désintoxication et se libèrera de ses addictions aux drogues, et réussira à éviter la prison.

### Renaissance
Le guitariste, sauvé émotionnellement (Emotional Rescue), reprend la musique sérieusement en main et connait un nouvel apogée commercial ; tout semble réussir. Mais le groupe connait une montée progressive d'une nouvelle tension interne entre le guitariste et le chanteur, liée aux divergences artistiques grandissantes et au fait que Mick Jagger tente sa chance dans une carrière solo. L'apogée de ses troubles est atteint en 1986 avec l'album Dirty Work, titre évoquant les difficultés du groupe, dont le batteur Charlie Watts connaît à son tour des problèmes d'addictions.

Pourtant, c'est durant cette période que Keith Richards va s'affirmer plus personnellement en tant que chanteur à part entière lors de l'enregistrement de l'album Dirty Work (surtout sur la chanson Sleep Tonight) en l'absence de Mick pendant la majorité des sessions. Après la sortie de l'album, alors que le groupe se met en pause, Keith Richards se lance à son tour dans une carrière solo avec la sortie de son premier album, Talk Is Cheap et sera l'initiateur et le directeur musical du film Hail! Hail! Rock 'n' Roll réalisé pour les 60 ans de Chuck Berry.

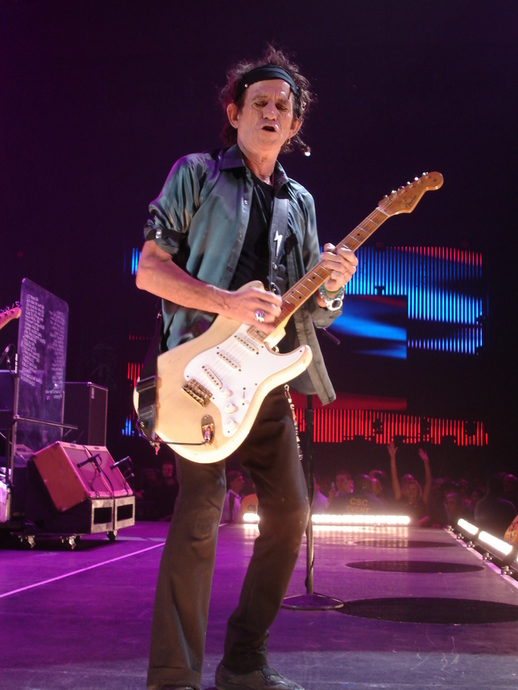
Keith Richards à la First Mariner Arena de Baltimore dans le Maryland en février 2006.

La renaissance viendra avec l'album Steel Wheels, qui verra Keith Richards et les Stones, à nouveau soudés, retrouver inspiration et respiration ! Même si les tournées se font désormais dans de grands stades à une échelle industrielle, Keith insistera pour continuer à jouer dans de petites salles, plus ou moins officiellement. Le groupe devant parfois user de surnoms divers pour pouvoir jouer.
Si les années 1990 réussissent au groupe, de nouvelles divergences artistiques apparaissent à nouveau au cours de l'enregistrement de l'album Bridges to Babylon en 1997, Mick et Keith travaillant chacun de son côté durant tout l'album. Mick fera appel à une série de producteurs pour moderniser le son. Keith ne suit pas son compère et opte pour des sonorités plus traditionnelles ; il travaille avec sa propre équipe. Après la sortie de l'album, les divergences disparaissent et le groupe se retrouve à nouveau soudé par le succès de l'album pour repartir en tournée.
En 2004, Richards est invité en guest star sur l'album True Love de Toots and the Maytals, qui a gagné le Grammy du meilleur album reggae en 2004, et qui inclut de nombreux musiciens notables dont Willie Nelson, Eric Clapton, Jeff Beck, Trey Anastasio, Gwen Stefani/No Doubt, Ben Harper, Bonnie Raitt, Manu Chao, The Roots, Ryan Adams, Toots Hibbert, Paul Douglas, Jackie Jackson, Ken Boothe, et The Skatalites.
Puis, l'année suivante, l'album A Bigger Bang est également une résurrection, enregistré « à l'ancienne », dans le château français de Mick Jagger. De nombreux blues et titres très « roots » composent cet album, avec toujours la « patte » et les riffs de Keith.

### Vie privée
La vie privée de Keith Richards n'a pas été rendue aussi publique que celle de certains de ses amis musiciens, notamment Mick Jagger.
Après une brève aventure avec Linda Keith, Keith Richards rencontre Anita Pallenberg en 1967, jusqu'alors la petite amie de Brian Jones. Le couple aura trois enfants :
- un fils, Marlon, né le 10 août 1969, marié à un mannequin franco-galloise, Lucie de La Falaise ;
- une fille, Dandelion, née le 17 avril 1972, qui a adopté son deuxième prénom : Angela[50] ;
- un autre fils, Tara, né en 1976, décédé en Suisse de complications de santé peu après sa naissance.

Anita et Keith se séparent en 1980. Anita Pallenberg meurt le 13 juin 2017 d'une hépatite C à l'âge de 75 ans.
Keith rencontre Patti Hansen, un mannequin alors très connu, au Studio 54 de New York. Ils vivent ensemble quelques années avant de se marier le 18 décembre 1983, le jour du quarantième anniversaire de Keith. Ils ont deux filles, mannequins comme leur mère :
- Theodora Richards ;
- Alexandra Richards.

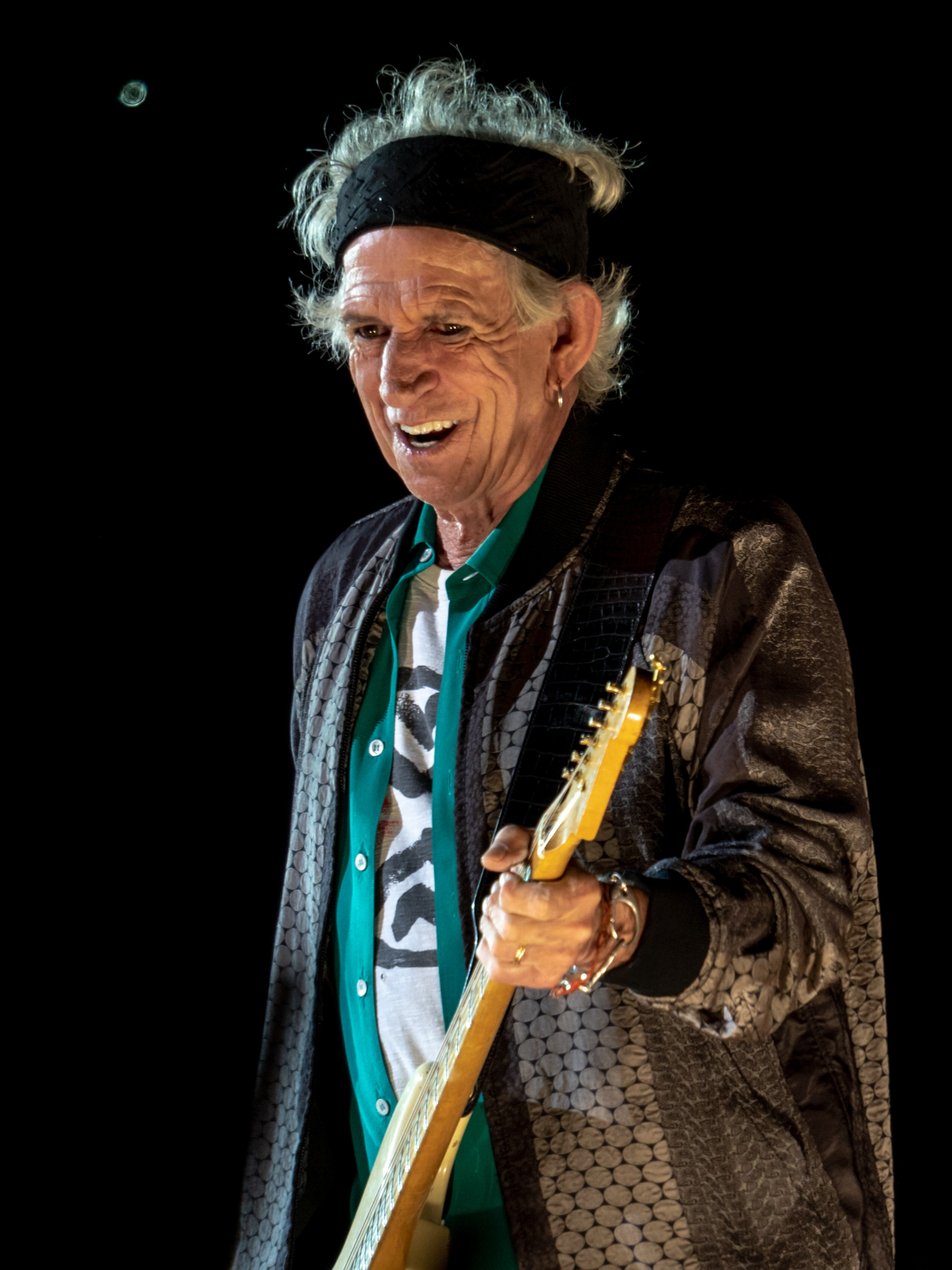
Keith Richards en 2018.

Le 28 avril 2006, Keith Richards est victime d'une commotion cérébrale après être tombé d'une hauteur de quatre mètres d'un cocotier du Wakaya Club, un luxueux hôtel des îles Fidji, lors de vacances avec Ron Wood. Le 8 mai 2006, il subit une opération au cerveau à l'hôpital Mercy Ascot d'Auckland qui est couronnée de succès. Les dates européennes de la tournée mondiale des Rolling Stones sont seulement différées d'un peu plus de deux mois (11 juillet au lieu du 27 mai). Lors de la tournée, Keith interprète, entre autres, la chanson Wanna Hold You à la place de Mick Jagger.
En avril 2007, alors qu'un journaliste du magazine britannique NME lui demandait ce qu'il avait sniffé de plus bizarre dans sa vie, Keith déclare : « La chose la plus bizarre que j'aie essayé de sniffer ? Mon père. J'ai sniffé mon père. Il avait été incinéré et je n'ai pas pu résister à l'idée de le moudre avec un peu de dope. […] Ça n'aurait pas dérangé mon père, il s'en foutait. C'est bien passé et je suis encore en vie. » Dans les jours qui suivirent, Keith démentit cette déclaration, par l'intermédiaire de son porte-parole, en disant qu'il s'agissait d'une blague, car l'opinion était choquée.
Antoine de Caunes, dans un article paru dans le quotidien Libération, cite Keith à propos de sa vie et de ses excès : « Ce qui vous tuerait ne me tue pas. »
En 2017, il possède une maison à White Plains (près de New York), un appartement à New York, une maison au Royaume-Uni, une autre dans les Caraïbes et un appartement Place Vendôme à Paris.

## Matériel

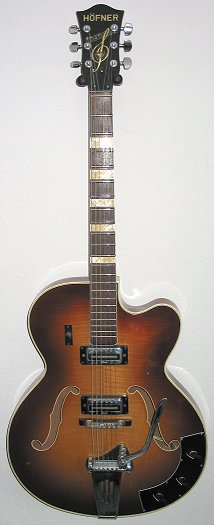
Guitare Hofner semi-électrique des années 1960, sa première guitare électrique.

Keith Richards a joué sur de nombreuses guitares sans que cela semble avoir altéré le son qu'il voulait obtenir. On peut établir une liste chronologique, non exhaustive, des instruments les plus utilisés par l'artiste :
- Semi-électrique Hofner en 1961[55].
- Harmony Meteor H70 en 1963-1966[56]
- Ampli Harmony en 1962, puis Vox AC30[57] en 1963-1964, et Fender ensuite, pour l'essentiel, notamment des Tweed des années 1950.
- Epiphone modèle Casino (deux micros P-90) en 1963-1965
- Gibson Les Paul équipée avec un vibrato Bigsby en 1964-1965, achetée lors de la tournée des Stones aux États-Unis. Il s'agirait de la première Les Paul pré-1960 (single cutaway) utilisée au Royaume-Uni, la production des single cutaway n'ayant pas été importée et arrêtée en 1961.
- Gibson Hummingbird (acoustique) avec laquelle il aurait composé Satisfaction dans une chambre d'hôtel ; c'est la guitare utilisée par Keith et Mick Jagger dans le film One + One.

À partir de 1965, Keith utilise toutes sortes de guitares. On le voit notamment (plus ou moins chronologiquement) avec des :
- Fender Telecaster, parfois le modèle Custom, avec un micro double bobinage en position manche.
- Ampeg Dan Armstrong « clear lucite » (translucide)[58]
- Gibson Les Paul Custom 1957 Black Beauty (le modèle à trois micros), noire[59]
- Gibson Flying V 58[60]
- Gibson ES-335 de couleur Noir, Blanche et Sunburst
- Gibson Firebird de couleur Sunburst dans la période 1965 ; Keith et Brian en avaient chacun une, notamment à l'Olympia de Paris en 1965.
- Fender Stratocaster

À partir du milieu des années 1980, il joue beaucoup sur des Music Man, notamment des modèles Silhouette.
Il est revenu depuis le milieu des années 1990 aux Gibson Les Paul (souvent une Junior/ 1 micro sur Midnight Rambler), Gibson ES-335, Fender Telecaster et Fender Stratocaster.

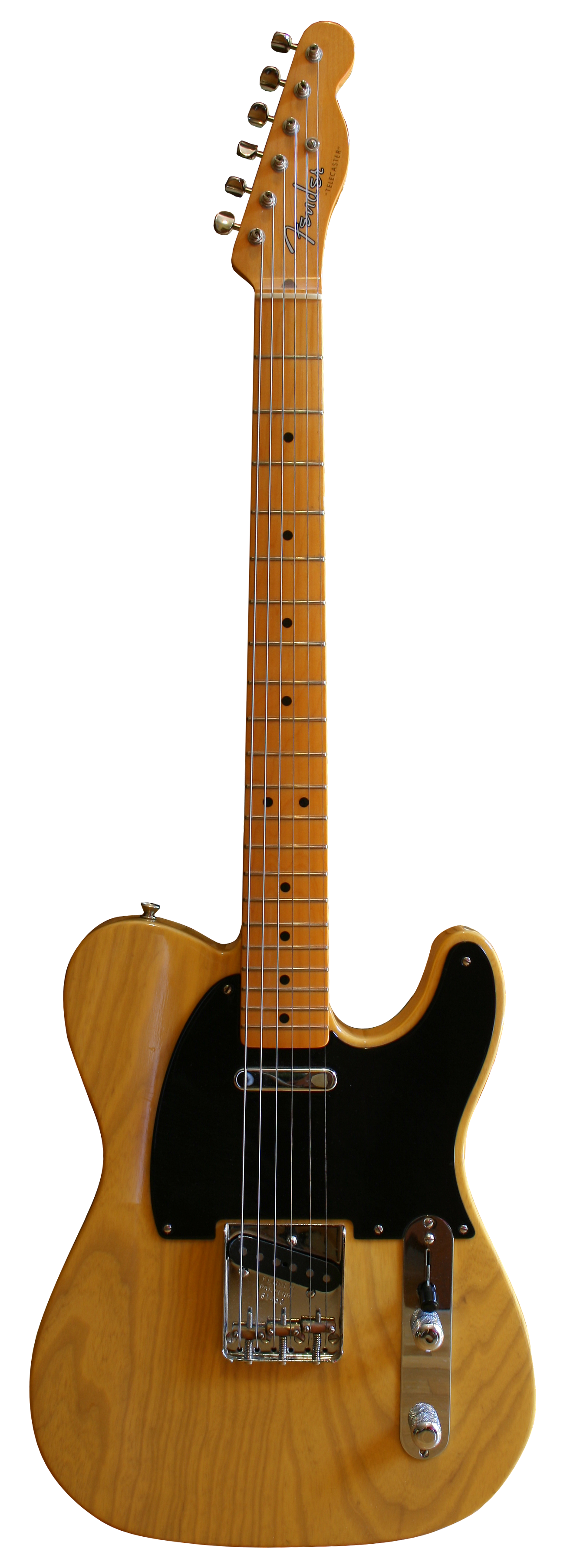
Guitare Fender Telecaster.

Keith Richards a pris pour habitude de « baptiser » ses guitares principales d'après le nom du « contrôleur », celui qui appose le sceau du fabricant à la fin de la fabrication de la guitare. Il fait pourtant une exception à cette pratique pour sa Telecaster de prédilection (modèle vintage 1952), avec micro manche de type Humbucker et chevalet en laiton, qu'il surnomme « Micawber » d'après un personnage assez loufoque du roman autobiographique "David Copperfield", de Charles Dickens. Dans ce classique de la littérature anglaise, Micawber est d'abord, pour le jeune David abandonné à lui-même, celui qui lui donne le gîte et le premier ami qu'il se fait à Londres. Micawber est aussi fidèle en amitié qu'original et imprévisible ; toujours prêt, aussi, à célébrer des projets chimériques dont il ne retire jamais rien – et qui lui valent, même, une fois, la prison pour dettes. Il est généreux, fantasque, attachant et toujours impécunieux. La guitare qui porte son nom est accordée en open sol cinq cordes (G-D-G-B-D).

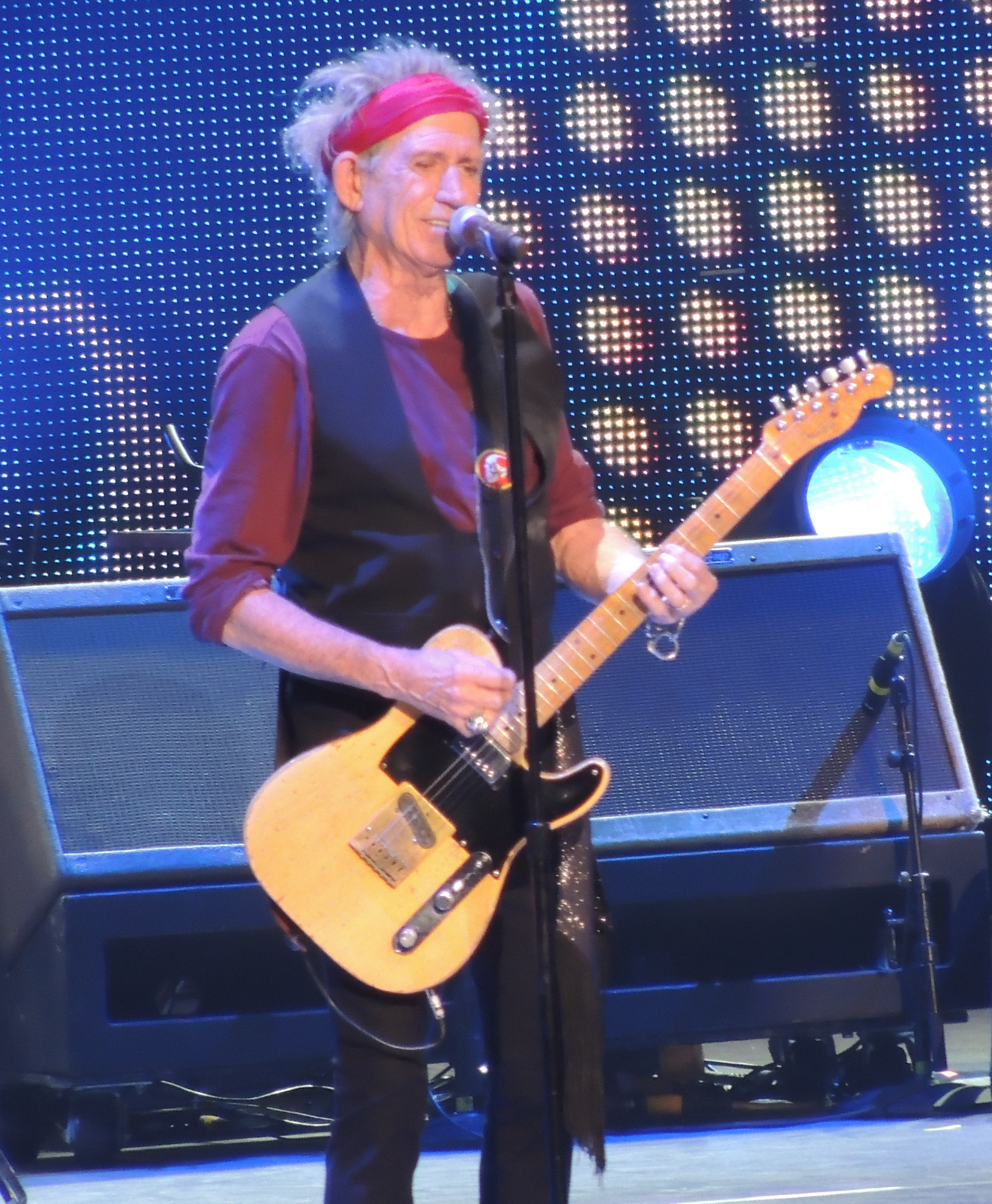
Keith Richards en 2012, avec sa guitare de prédilection Fender Telecaster.

« Malcolm » est également une Fender Telecaster avec micro manche de type Humbucker et chevalet en chrome, également accordée en open sol cinq cordes. Cette guitare a eu le vernis décapé pour une finition « naturelle ». Elle date de 1950.
« Sonny » est une Fender Telecaster sunburst trois tons, toujours avec micro manche de type Humbucker et chevalet en laiton, accordée en open sol cinq cordes.
La Telecaster Custom de 1975, accordée en open sol cinq cordes n'a pas été surnommée.
Il s'agit des principales Fender Telecaster de Keith Richards. Elles sont doublées, pour les tournées de guitares de secours, soit des modèles vintage, soit des produits du Custom Shop de Fender.
Keith se sert peu de Stratocaster en concert. Une superbe « Mary Kay » de 1957, blonde avec accastillage doré apparait toutefois, notamment sur Miss You.
Au rayon Gibson, Keith utilise notamment une ES-355 mono de 1959, noire, accordée de manière standard, ainsi qu'une ES-345 stereo de 1964, blanche, surnommée « Dwight ».
Il joue également sur plusieurs modèles de Gibson Les Paul Junior des années 1950, principalement une double Cutaway de 1957, couleur TV yellow, micro P-90, dénommée « Dice ».
Récemment, il a fait l'acquisition de quelques rééditions de l'Ampeg Dan Armstrong Lucite (guitare transparente). Il a également fait construire un nouvel exemplaire de sa fameuse Zemaitis cinq cordes avec incrustations « pirates » en nacre.
Au rayon guitare acoustique, les dernières tournées l'ont vu arborer une Martin de 1964, ainsi qu'une Guild dix cordes fabriquée spécialement pour lui.
Au niveau des cordes, Ernie Ball lui fournit un jeu spécialement conçu pour ses guitares cinq cordes dont les tirants sont : 011p-015p-018p-030-042. Ce jeu de cordes n'est pas commercialisé.
Il a joué également de la basse sur quelques morceaux, dont Let's Spend the Night Together et surtout Sympathy for the Devil comme on le voit dans le film de Jean-Luc Godard One + One.
Alan Clayton, son fidèle guitar tech (« technicien guitares - réglage et accordage - que l'on voit souvent sur scène quand il en change »), dit de lui : « Le truc avec lui, c'est qu'il peut jouer sur n'importe quelle guitare. Il s'en fout. »

## Discographie

### Rolling Stones
Keith Richards a joué sur tous les albums des Rolling Stones.
Se reporter à la discographie complète du groupe.

### Solo

#### Single
- 1979 : Run Rudolph Run/The Harder They Come », Face B : reprise de Jimmy Cliff)

#### Albums studio
- 1988 : Talk Is Cheap
- 1992 : Main Offender
- 2015 : Crosseyed Heart

#### Album live
- 1991 : Live at the Hollywood Palladium, December 15, 1988 - (crédité "Keith and the X-pensive Winos")

#### Compilations & Rééditions
- 2010 : Vintage Vinos
- 2019 : Talk Is Cheap (Réédition « 30th anniversary » : double CD inclus l'album original remastérisé + 6 titres bonus inédits)

### The New Barbarians
- 2006 : The New Barbarians – Buried Alive: Live in Maryland des New Barbarians - Keith guitare, piano, chant et chœurs. Enregistré lors d'un concert au Capital Center de Landover Maryland le 5 mai 1979 pour la seule tournée du groupe. Avec Ron Wood guitare, pedal steel, harmonica, chant et chœurs, Stanley Clarke basse, Ian McLagan piano, orgue et chœurs, Bobby Keys saxophone et Zigaboo Modeliste batterie.
- 2016 : Wanted Dead Or Alive - (Enregistré au Madison Square Garden, le 7 mai 1979 - sorti en 2016 en bootleg).

### Participations
- 1967 : All You Need Is Love des Beatles - Keith a fait les chœurs lors de la diffusion en direct à la télé et est présent sur le disque.
- 1967 : Come home baby - Single de Rod Stewart et P.P. Arnold. - Keith Richards à la basse, avec Ron Wood à la guitare, Nicky Hopkins au piano électrique, Keith Emerson à l'orgue Hammond B-3 et Micky Waller à la batterie.
- 1968 : The Dirty Mac - Keith est à la basse pour accompagner John Lennon à la guitare et au chant, Eric Clapton à la guitare, Yoko Ono au chant et Mitch Mitchell à la batterie lors du Rolling Stones Rock n' Roll Circus sur Yer Blues et Whole Lotta Yoko, qui présente aussi Ivry Gitlis au violon.
- 1969 : That's the way God Planned It de Billy Preston - Keith joue la basse sur deux chansons, Do What You Want et That’s the Way God Planned It (Parts 1 & 2) en compagnie d'Eric Clapton et George Harrison à la guitare.
- 1974 : I've Got My Own Album to Do de Ron Wood - Keith à la guitare, piano, claviers et chant sur 8 des 11 chansons de l'album.
- 1975 : Musically Rich...and Famous: Anthology 1967–1982 de Alexis Korner - Joue sur Get off my cloud[62]. Enregistré en 1974 et sorti en 1998.
- 1975 : Now Look de Ron Wood - Guitare sur I Can Say She's Alright, I Can't Stand The Rain, chœurs sur Breathe on Me.
- 1978 : Bush Doctor de Peter Tosh - Keith joue la guitare sur l'album.
- 1979 : Gimme Some Neck de Ron Wood - Keith guitare et chœurs avec Mick Jagger et Charlie Watts.
- 1979 : Troublemaker de Ian McLagan - Keith guitare et chœurs sur Truly. Réédité en 2005 sur le titre Here comes Trouble.
- 1979 : Portrait of a Man: A History of Screamin' Jay Hawkins de Screamin' Jay Hawkins - Guitare sur I Put a Spell on You et Armpit #6.
- 1981 : Holding Out My Love For You de Max Romeo - Guitare et mixing.
- 1981 : Stop and Smell the Roses de Ringo Starr - Chœurs.
- 1985 : Rain Dogs de Tom Waits - Guitare et chœurs sur Big Black Mariah, Union Square et Blind Love.
- 1985 : Sun City: Artists United Against Apartheid Artistes Variés - Keith a coécrit la chanson Silver and Gold et y joue la guitare.
- 1985 : The Heat de Nona Hendryx - Guitare sur Rock this house.
- 1986 : Slim Jim Phantom, Lee Rocker & Earl Slick de Phantom Rocker and Slick - Guitare sur My Love Hurts, Hickory Wind, Wlid Horses et Mistake.
- 1986 : Jumpin' Jack Flash, bande originale du film éponyme de Penny Marshall avec Whoopi Goldberg - Keith produit et joue sur la pièce-titre avec Aretha Franklin ainsi que sur la version originale des Rolling Stones.
- 1987 : Hail! Hail! Rock 'n' Roll Concert filmé de Chuck Berry - Keith directeur musical, guitare et chœurs.
- 1988 : Conscious Party de Ziggy Marley - Guitare sur Lee & Molly.
- 1988 : Wish de Feargal Sharkey - Guitare sur More love.
- 1988 : The Dirty Strangers des Dirty Strangers - Guitare sur l'album.
- 1988 : Alexis Korner And... 1972-1983[63] de Alexis Korner - Keith joue sur Robert Johnson et Get off my cloud[62]
- 1991 : Johnnie B. Bad de Johnnie Johnson avec Eric Clapton.
- 1991 : Mr Lucky de John Lee Hooker - Guitare sur Crawling King Snake et Whiskey and Wimmen, Van Morrison chante et joue la guitare sur tout l'album.
- 1991 : Uptown des Neville Brothers - Guitare.
- 1992 : Bone Machine de Tom Waits - La chanson That feel a été coécrite avec Keith Richards qui joue aussi la guitare et fait les chœurs.
- 1994 : Resurrection de Bobby Womack - Avec Ronnie Wood, Charlie Watts et Rod Stewart.
- 1996 : Wingless Angels I des Wingless Angels - Keith produit l'album et joue de la guitare, de la basse et du clavier.
- 2000 : The Faces' Final Concert des Faces - Guitare sur Sweet Little Rock & Roller, I'd Rather Go Blind et Twistin’ the Night Away.
- 2001 : Pay Pack & Follow de John Phillips - Enregistré entre 1973 et 1979. Keith guitare et chœurs avec Mick Jagger, Mick Taylor, Ron Wood et Michelle Phillips.
- 2002 : Willie Nelson & Friends - Stars & Guitars de Willie Nelson - Chant, guitare, et chœurs sur Dead Flowers.
- 2003 : Plug Me In de AC/DC - Keith joue avec le groupe sur les bonus de ce DVD.
- 2004 : True love de Toots and the Maytals - Guitare sur Careless ethiopians.
- 2005 : Return to Sin City - A Tribute to Gram Parsons (2005), Artistes Variés - DVD.
- 2006 : Bring 'Em In de Buddy Guy - Joue sur The price you got to pay.
- 2006 : Last Man Standing de Jerry Lee Lewis - En duo sur That Kind Of Fool.
- 2007 : The First Barbarians: Live from Kilburn de Ron Wood - Keith : guitare, piano et chant, Willie Weeks basse, Ian McLagan piano et orgue, Andy Newmark batterie et Rod Stewart - chant sur Mystifies Me et If You Gotta Make a Fool of Somebody.
- 2007 : Jewels in the Crown: All-Star Duets with the Queen d'Aretha Franklin - Keith guitare avec Ron Wood sur Jumpin' Jack Flash. Sort en novembre 2007 en Amérique et en juillet 2008 en Grande-Bretagne.
- 2009 : From W12 to Wittering des Dirty Strangers - Keith au piano sur 5 chansons, coécrit Real Boticelli et Bad girls.
- 2010 : 100 Miles Fron Memphis de Sheryl Crow - Guitare et chant sur Eye to eye.
- 2011 : Bad as me de Tom Waits - Joue sur Chicago, Satisfied, Hell broke luce, guitare et chant sur Last Leaf.
- 2013 : My true story de Aaron Neville - Keith coproduit l'album avec Don Was et assiste à la guitare.
- 2018 : The Blues Is Alive And Well de Buddy Guy - Joue avec Jeff Beck sur Cognac, Mick Jagger aussi sur cet album, au chant sur You Did The Crime.

## Filmographie
(Hors bandes originales.)
- 1968 : Rolling Stones Rock n' Roll Circus de Michael Lindsay-Hogg - Lui-même
- 1968 : One Plus One (distribué dans une version modifiée par le producteur sous le titre  Sympathy for the Devil) de Jean-Luc Godard - Lui-même
- 1969 : Michael Kohlhaas ou Man on Horseback en anglais de Volker Schlöndorff - Soldat (non crédité)
- 1994 : Rebirth of the Babymaker de Efferem Poynter - Preston Moffitt
- 2007 :  Pirates des Caraïbes 3 : Jusqu'au bout du monde de Gore Verbinski  - Teague Sparrow.
- 2008 : Shine a Light de Martin Scorsese - Lui-même
- 2011 : Reggae Got Soul: The Story of Toots and the Maytals - Le reggae a de l’âme: l’histoire de Toots and the Maytals, documentaire de George Scott - Lui-même Diffusé sur la chaîne BBC, le film a été décrit comme « l’histoire jamais racontée de l’un des artistes les plus influents à avoir jamais émergé de Jamaïque[64],[65] ».
- 2011 : Pirates des Caraïbes : La Fontaine de jouvence de Rob Marshall - Teague Sparrow.

Johnny Depp dit s'être inspiré de Keith Richards pour son personnage de Jack Sparrow qu'il incarne dans les cinq films Pirates des Caraïbes. C'est pour cette raison que Keith Richards incarne Teague Sparrow, le père du pirate dans Pirates des Caraïbes : Jusqu'au bout du monde. Il devait déjà jouer ce rôle dans Pirates des Caraïbes : Le Secret du coffre maudit (le numéro 2) avant que ce projet ne soit annulé. Néanmoins, il endosse une seconde fois le rôle dans le quatrième volet de la saga, Pirates des Caraïbes : La Fontaine de jouvence.
Dans le film biographique sur Jimi Hendrix, All Is by My Side (2013), Keith Richards est incarné par Ashley Charles.

## Publication
- Keith Richards, avec le journaliste James Fox (trad. de l'anglais), Life : ma vie avec les Stones, Paris, Éditions Robert Laffont, 2010, 662 p. (ISBN 978-2-221-11251-9)